# Spartina spartinae
Spartina spartinae là một loài thực vật có hoa trong họ Hòa thảo. Loài này được (Trin.) Merr. miêu tả khoa học đầu tiên năm 1902.

## Hình ảnh